# عشق چیست؟ (آلبوم کلین بندیت)
عشق چیست؟ (انگلیسی: What Is Love) دومین آلبوم استودیویی گروه موسیقی الکترونیک بریتانیایی، کلین بندیت است که در ۳۰ نوامبر ۲۰۱۸ از سوی آتلانتیک رکوردز منتشر شد.